# Loverboy (gruppo musicale)
I Loverboy sono gruppo rock formato nel 1980 a Calgary, Alberta, Canada.
Grazie ad una serie di album che guadagnarono il multiplatino, i Loverboy furono uno dei gruppi di hard rock commerciale di maggior successo nei primi anni ottanta.

## Storia

### Anni 80
Nel 1981 esce l'album prodotto da Bruce Fairnbairn Loverboy, cui segue nello stesso anno Get Lucky. Quest'ultimo divenne il loro album più venduto negli Stati Uniti, raggiungendo la posizione numero 7 della classifica di Billboard. Nel 1983 il terzo album Keep it up con Fairnbairn dietro il banco del mixer. Il suo primo singolo "Hot Girls in Love", divenne il loro maggior successo dell'anno, raggiungendo la posizione nº 11 della classifica USA.
Il videoclip del singolo "Queen of the Broken Hearts" venne trasmesso a ruota su MTV. L'anno successivo i Loverboy registrano "Nothing's Gonna Stop You Now" per i giochi olimpici del 1984 svoltisi a Los Angeles. Nel 1985 il quarto album Loving Every Minute of It prodotto dal "metallico" Tom Allom, meglio conosciuto per la produzione dei Judas Priest: il sound della band si fa più duro, permettendo al disco di guadagnare cinque dischi di platino. Nel 1986 il gruppo partecipa alla colonna sonora del film Top Gun con il brano "Heaven in your eyes", che raggiunse la posizione nº 12 nella classifica Billboard. L'anno seguente venne pubblicato il quinto album, Wildside, dal sound più deciso e meno pop-oriented, che non ebbe grande successo per la concorrenza spietata di altri dischi del momento. Nel 1988 la band si scioglie (anche se non dichiarato ufficialmente), e alcuni membri del gruppo si lanciano in progetti paralleli.

### Anni 90
Nel 1992, partecipano con Bryan Adams, Bon Jovi e altre stelle per ad un evento per la raccolta di fondi per la ricerca contro il cancro in onore di un amico colpito da questo male. Nel 1993 si esibiscono in 64 concerti negli Stati Uniti. Seguiranno 2 compilation Loverboy classics e Temperature's Rising nel 1994.
La riunione nel 1997 senza Doug Johnson vede la pubblicazione di Six (o "VI"), il sesto album in studio pubblicato dopo ben 10 anni dal precedente.

### Anni 2000
Il 30 novembre 2000 Scott Smithal scompare a seguito di un incidente sulla propria barca a vela. Nonostante le intense ricerche da parte della US Coast Guard, il suo corpo non è mai stato trovato e viene dichiarato disperso. Il suo posto verrà, successivamente, preso da Kenn Sinnaeve e Loud Live & Loose dedicato all'amico scomparso.
Nel 2005 celebrano i 25 anni con un tour commemorativo.
Nel 2006 Get Lucky è stato rimasterizzato e pubblicato con, in aggiunta, alcuni inediti.
Nel marzo del 2007, in una video-intervista, il cantante Mike Reno confermò di aver concluso le incisioni di un nuovo album in studio. Questo venne intitolato Just Getting Started e pubblicato nel mese di ottobre, anticipato dal videoclip del primo singolo The One That Got Away sulla pagina di MySpace della band.
La band continua ad esibirsi in tutti gli Stati Uniti e, nel corso della trasmissione "Canada Music Awars" del 29 marzo 2009, entrano a far parte della Canadian Music Hall of Fame (istituita nel 1978).
La loro sede attualmente è Vancouver, Columbia Britannica.

## Formazione

### Formazione attuale
- Mike Reno (Michael Rynowski) - voce
- Paul Dean - chitarra
- Ken Sinnaeve - basso
- Doug Johnson - tastiere
- Matt Frenette - batteria

### Ex componenti
- Scott Smithal - basso (R.I.P.)

## Discografia

### Album in studio
- 1980 - Loverboy
- 1981 - Get Lucky
- 1983 - Keep It Up
- 1985 - Lovin' Every Minute of It
- 1987 - Wildside
- 1997 - Six
- 2007 - Just Getting Started
- 2012 - Rock 'n' Roll Revival
- 2014 - Unfinished Business

### Live
- 2000 - Live, Loud and Loose
- 2001 - Live, Loud & Loose: 1982-1986
- 2009 - Extended Versions

### Raccolte
- 1989 - Big Ones
- 1993 - Big Ones & New Ones
- 1994 - Loverboy Classics: Their Greatest Hits
- 1994 - Classic
- 1995 - Temperature's Rising
- 1997 - Super Hits
- 2003 - Love Songs
- 2005 - Rock Breakout Years: 1985
- 2006 - Loverboy/Get Lucky
- 2006 - We Are the '80s
- 2006 - Keep It Up/Lovin' Every Minute of It
- 2007 - Turn Me Loose
- 2008 - Playlist: The Very Best of Loverboy
- 2009 - Real Thing: Greatest Hits